# Fundacja Małych Stópek
Fundacja Małych Stópek – organizacja pro-life, działająca na rzecz ochrony nienarodzonego dziecka, bez względu na warunki i okoliczności w jakich zostało poczęte. Fundacja promuje odpowiedzialne rodzicielstwo, edukuje młodzież, a także świadczy pomoc dla kobiet w ciąży, będących w trudnej sytuacji materialnej. Fundacja jest organizatorem corocznego Marszu dla Życia w Szczecinie oraz takich akcji jak Pielucha dla Malucha, Paczuszka dla Maluszka, Kup pieluchę - podaj Jasia, Podziel się Szczęściem, a także twórcą aplikacji Adoptuj Życie i aplikacji Genesis AR+. 
Działalność organizacji została formalnie rozpoczęta w 2012 roku. Fundacja zaczerpnęła swoją nazwę od Bractwa Małych Stópek, nieformalnej grupy osób powołanej do życia przez ks. Tomasza Kancelarczyka kilka lat wcześniej, która łączy osoby zaangażowane w obronę życia ludzkiego od poczęcia do naturalnej śmierci. Zarówno Bractwo jak i Fundacja swoją nazwę zaczerpnęło od międzynarodowego symbolu obrońców życia – przypinki stópek nienarodzonego dziecka w 11 tygodniu życia prenatalnego.

## Cele Fundacji
Statutowym celem Fundacji jest:
1. promocja wartości, które stanowią fundament instytucji małżeństwa i rodziny,
2. inspirowanie, wspieranie i wdrażanie pomocy potrzebującym osobom i rodzinom,
3. finansowe i pozafinansowe wspieranie edukacji nt ochrony życia ludzkiego w przestrzeni publicznej,
4. praca formacyjna z młodzieżą,
5. promocja wartości i godności życia człowieka od poczęcia do naturalnej śmierci,
6. finansowe i pozafinansowe wspieranie naprotechnologii[1].

## Działalność Fundacji

### Marsz dla Życia w Szczecinie
Fundacja co roku organizuje Marsz dla Życia w Szczecinie. Jego celem jest manifestacja przywiązania do takich wartości jak godność ludzkiego życia od poczęcia do naturalnej śmierci oraz godność jego przekazywania. W 2017 roku marsz przeszedł pod hasłem "Kocham Cię Życie" i zgromadził kilkanaście tysięcy osób.

### Aplikacja "Adoptuj Życie"
Fundacja stworzyła aplikację Adoptuj Życie, pełniącą funkcję asystenta modlitwy w ramach Duchowej Adopcji Dziecka Poczętego. Aplikacja oprócz funkcji asystenta pełni również rolę edukacyjną, pokazując poszczególne etapy rozwoju zarodka i płodu ludzkiego.

## Odznaczenia
- Odznaka Honorowa za Zasługi dla Ochrony Praw Dziecka (2022)[17]